# Sarbia (La Spezia)

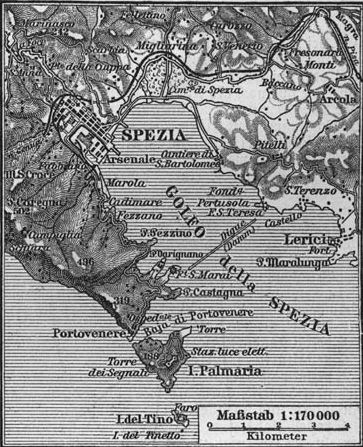
Sarbia alias Scarbia auf einer Karte aus dem Jahr 1888

Sarbia (früher auch Scarbia) ist eine Fraktion der Gemeinde La Spezia in der norditalienischen Region Ligurien. Sie liegt auf einer Höhe von etwa 200 Metern über Normalnull. Die Stadt La Spezia, das Provinz- und Gemeindezentrum, wie der Golf von Spezia liegen etwa zwei Kilometer südöstlich von Sarbia.